# Heinrich von der Goltz (général, 1648)
Ne doit pas être confondu avec Heinrich von der Goltz (général, 1775).
Pour les articles homonymes, voir Goltz.
Heinrich von der Goltz (né le 10 décembre 1648 à Klausdorf et mort le 2 juillet 1725 dans la même ville) est un général de division brandebourgeois, lieutenant-général royal polonais et de l'électorat de Saxe et lieutenant-maréchal russe.

## Biographie
Heinrich von der Goltz est le fils du capitaine Konrad Reimar von der Goltz et de sa femme Ida von Dewitz. Konrad Reimar von der Goltz est un capitaine impérial dans le régiment du Generalfeldzeugmeister Martin Maximilian von der Goltz (de). Le maréchal Joachim Rüdiger von der Goltz (de) est le cousin d'Heinrich.
Von der Goltz est éduqué à la maison pendant les premières années. En 1663, il rejoint les jésuites en Pologne, où il étudie pendant les cinq années suivantes. En 1672, il devient enseigne dans le régiment à pied de l'électorat de Brandebourg de son cousin. Il participe à la guerre de Hollande et accède au grade de capitaine des gardes du Corps par la paix de Nimègue en 1679. En 1685, il devient major. En 1688, lorsque les troupes brandebourgeoises entrent à nouveau en campagne pour les Hollandais, il devint lieutenant-colonel.
En 1689, il est commandant de Cochem sur la Moselle lorsque les Français du maréchal Boufflers attaquent la ville. Les 1 600 hommes des troupes impériales ripostent courageusement, mais la ville tombe le 25 août 1689 après le quatrième assaut. Les Français perdent plus de 2000 hommes et ripostent en pillant la ville, tuant plus de 400 habitants. En 1690, il participe à la bataille de Fleurus et est blessé au pied. En 1691, il devient colonel commandant le régiment du margrave Philippe. Après la paix de Ryswick en 1697, il ramène les troupes dans le Brandebourg en tant que colonel principal.
En 1702, Auguste II de Saxe-Pologne lui offre le poste de général de division et un régiment d'infanterie. Mais le roi de Prusse Frédéric Ier ne veut pas le laisser partir et le nomme lui-même général de division, et peu de temps après – à la demande répétée de la ville – commandant de Dantzig. Il conserve ce poste jusqu'en 1707. En 1705, le roi Auguste II nomme Goltz au poste de lieutenant-général polonais et saxon, mais il n'a jamais fait de service sur le terrain.
Mais la Russie combat également dans la Grande guerre du Nord et recherche du personnel militaire expérimenté. En 1707, le tsar Pierre lui offre le poste de Generalfeldmarschallleutnant et il accepte. Maintenant, il combat avec l'armée russe contre les Suédois. Il commande à la bataille d'Holowczyn (14 juin 1708) aux côtés du général Anikita Ivanovitch Repnine les troupes. Lors de la bataille de Podkamin, il bat le Staroste Bobrinski. On dit qu'il fait un riche butin et poursuit ses ennemis sous Riovski jusqu'en Hongrie. En 1710, cependant, il tombe en disgrâce lorsqu'il ne parvient pas à empêcher la marche du général suédois Krassau de la Pologne vers la Poméranie suédoise. Il est capturé par 30 cavaliers et doit être emmené à Moscou, mais réussit à s'échapper et se réconcilie avec le tsar en 1712. Il se retire dans ses terres en 1713. En 1719, von der Goltz est élu directeur du Synode général des dissidents protestants de la Grande et de la Petite Pologne et de la Lituanie, qui se réunit à Dantzig.

## Famille
Il se marie avec Elisabeth Dorothea von der Goltz (née le 8 juin 1665 et morte le 3 novembre 1700). Elle est la fille de Balthasar von der Goltz (de) (né le 25 avril 1610 et mort le 14 février 1688) et Anna Catharina von Rauschke (née le 1er août 1630 et morte le 18 mars 1699). Le couple a plusieurs enfants.
- Ida Catherine (née le 16 novembre 1684 et morte le 15 septembre 1759) mariée avec Franz Eccard von der Goltz (né le 5 février 1669 et mort le 9 septembre 1728)
- Heinrich (né en septembre 1685 et mort en avril 1765)[3] marié avec Hedwig Margarethe von Dorpusch-Dorpowska (morte le 21 décembre 1763), parents des généraux polonais August Stanislaus von der Goltz (de) et Georg Wilhelm von der Goltz (de)